# Ширяевка (Приморский край)
Ширя́евка — село в Михайловском районе Приморского края, входит в состав Ивановского сельского поселения.

## География
Село Ширяевка стоит на автотрассе Осиновка — Рудная Пристань между Ивановкой (на западе) и Лубянкой (на востоке).
Расстояние до районного центра Михайловка около 48 км.
На северо-восток от Ивановки идёт дорога в селу Тарасовка.

## Население
| 1900 | 1912  | 1915  | 1926  | 2002 | 2010 |
| ---- | ----- | ----- | ----- | ---- | ---- |
| 540  | ↗1016 | ↗1105 | ↗1416 | ↘762 | ↘616 |

## Улицы
| - ул. 1 Мая, - ул. 8 Марта, - ул. Заречная, - ул. Колхозная, - ул. Комсомольская, | - ул. Лазо, - ул. Молодёжная, - ул. Октябрьская, - пер. Октябрьский, - ул. Приморская, | - ул. Радченко, - ул. Советская, - ул. Совхозная, - ул. Чапаева. |

## Экономика
Сельскохозяйственные предприятия Михайловского района.